# Sandow (Band)
Sandow ist eine deutsche Band, die 1982 in Cottbus gegründet wurde.

## Geschichte
Kai-Uwe Kohlschmidt und Chris Hinze gründeten 1982 die Band im Cottbuser Stadtteil Sandow im Alter von 13 Jahren anlässlich einer Faschingsveranstaltung. Die Gruppe spielte auf Brigadefeiern, Geburtstagen oder LPG-Erntedankfesten. 1984 erhielten sie eine offizielle Spielerlaubnis (DDR).
Bekannt wurden Sandow im Jahr 1988 durch die Mitwirkung im DDR-Dokumentarfilm flüstern & SCHREIEN – Ein Rockreport. Ihr Lied Born in the G.D.R. entstand 1988; bei einem Konzert der Band im Herbst 1988 bei einer von der FDJ organisierten Veranstaltung in Suhl aufgeführt, nahm ihn das Jugendradio DT64 auf und brachte den Titel im Programm. Die Langspielplatte, auf der der Titel enthalten ist, war im Februar 1989 fertiggestellt, wurde aber erst nach dem Fall der „Mauer“ im Februar 1990 veröffentlicht.
Das Lied Born in the G.D.R. ist Bestandteil der Sammlung des Zeitgeschichtlichen Forums Leipzig.
Auch aufgrund persönlicher Verwerfungen löste sich Sandow Ende 1999 auf.
2005 verkündeten Kai-Uwe Kohlschmidt, Tilman Fürstenau, Lars Neugebauer und Chris Hinze die Neugründung der Band, zwei Jahre später erschien das Album Kiong – Gefährten der Liebe und es folgten erste Auftritte in der neuen Besetzung. 2010 verließen Z.A.P. und Lars Neugebauer Sandow und Tilman Berg kehrte als Schlagzeuger zurück.
Für ihr im Jahr 2022 erschienenes Album Kinder des Verbrechens (40 Jahre Best Of) spielte die Band die Titel in großen Teilen neu ein. Dem Lied Born in the G.D.R. wollte Sandow „den Glanz der Verklärung“ verleihen, so Sänger Kohlschmidt, und luden Bela B. für den Gesangspart dazu ein.

## Diskografie
- 1990: Stationen einer Sucht; Amiga
- 1990: Der 13. Ton
- 1991: KänGuru (Theaterproduktion)
- 1992: Fatalia!; Fluxus
- 1994: Schluß mit dem Gottesgericht (Hörspiel)
- 1994: Anschlag; Fluxus
- 1996: Zone (Promotion-CD)
- 1997: BORN; Indigo
- 1999: Stachelhaut; Indigo
- 2000: Ausgespuckte Zeit (frühe Aufnahmen im Eigenvertrieb)
- 2007: Kiong – Gefährten der Liebe; Edel
- 2008: Sandow live (Doppel-DVD)
- 2012: Im Feuer (Hörspiel)
- 2017: Entfernte Welten; Broken Silence
- 2020: Sandow - 35 Jahre - live in der Volksbühne Berlin (DVD)
- 2022: Sandow - Kinder Des Verbrechens (40 Jahre Best Of) (Neuaufnahmen) (als 2LP und CD erhältlich); Broken Silence

Samplerbeiträge (Auswahl)
- 1988: Kleeblatt No. 23: die anderen Bands (Wir, Fliegen, Er ist anders)
- 1989: Parocktikum (Schweigen und Parolen)
- 1999: Pop 2000 – 50 Jahre Popmusik und Jugendkultur in Deutschland  (Born in the GDR)
- 2011: Gothic Visons III (Krieg)
- 2011: Die künstlichen Paradiese (Sei trunken)
- 2013: Smiling Shadows (MAN8 du strahlst)